# باقرآباد علیا
باقرآباد علیا، روستایی از توابع بخش مرکزی از نظر الیل وطایفه کلهر وچوارده دیکه شیان میباشد  شهرستان اسلام‌آباد غرب در استان کرمانشاه ایران است.

## جمعیت
این روستا در دهستان حسن‌آباد قرار دارد و براساس سرشماری مرکز آمار ایران در سال ۱۳۸۵، جمعیت آن ۵۹۴ نفر (۱۲۴خانوار) بوده‌است.